# 소안초등학교 횡간분교
소안초등학교 횡간분교는 대한민국 전라남도 완도군 소안면 횡간도43번길 11(횡간리)에 있었던 초등학교 분교이다.

## 연혁
- 일자미상 횡간공립심상소학교 설립 인가
- 1940년 4월 18일 횡간공립심상소학교 개교
- 1941년 4월 1일 횡간공립국민학교 개편
- 일자미상 횡간국민학교 개편
- 1967년 4월 1일 도서벽지학교 '을'급 지정
- 1986년 1월 1일 도서벽지학교 '나'급 조정
- 1990년 3월 1일 소안국민학교 분교장 격하 편입
- 1996년 3월 1일 소안초등학교 횡간분교 개편
- 1997년 3월 1일 소안초등학교 분교장 격하 편입
- 2001년 1월 1일 도서벽지학교 '가'급 조정
- 2008년 3월 1일 폐교 및 소안초등학교 통폐합